# Nonnenmacher
Nonnenmacher bzw. Nonnemacher ist ein deutscher Familienname.

## Herkunft und Bedeutung
Der Name stammt vom Beruf des Sauschneiders (mhd. Nonne; Nunne = verschnittene Sau). In der Variante Nunne von mhd. nunnen (kastrieren).

## Namensträger

### Nonnenmacher
- Burkhard Nonnenmacher (* 1976), deutscher evangelischer Theologe
- Dirk Jens Nonnenmacher (* 1963), deutscher Mathematiker und Manager
- Frank Nonnenmacher (* 1944), deutscher Sozialwissenschaftler
- Günther Nonnenmacher (1948–2025), deutscher Journalist
- Gustav Nonnenmacher (1914–2012), deutscher Bildhauer
- Horst Nonnenmacher (* 1962), deutscher Jazzmusiker
- Miguel Nonnenmacher, argentinischer Rallyefahrer
- Rolf Nonnenmacher (* 1954), deutscher Wirtschaftsprüfer
- Stéphane Nonnenmacher (* 1972), französischer Mathematiker

### Nonnemacher
- Klaus Nonnemacher (* 1968), deutscher Kickboxer, Unternehmer und Präsident
- Ursula Nonnemacher (* 1957), deutsche Ärztin und Politikerin (Bündnis 90/Die Grünen), MdL, Landesministerin
- Carolin Nonnenmacher (* 1996), deutsche Illustratorin und Comic-Künstlerin

## Varianten
- Nunnenmacher
- Nonner